# دراج ریپورت
دراج ریپورت (انگلیسی: Drudge Report) وب‌گاهخوراک‌خوان آمریکایی است. این سایت که توسط مت دراج با کمک چارلز هرت اداره می‌شود، عموماً از ابرپیوند‌ها به مطالبی از جریان اصلی رسانه‌ای ایالات متحده آمریکا و بین‌المللی دربارهٔ سیاست، تفریحات، و وقایع کنونی تشکیل می‌شود؛ این سایت همچنین به ستون نویسان متعددی پیوند می‌دهد. دیدگاه‌های ابراز شده در وبسایت غالباً محافظه کارانه در نظر گرفته می‌شوند. گاه گاهی خود دراج مطالبی می‌نویسد.
دراج ریپورت از سال ۱۹۹۶ به عنوان یک ایمیل مشترک-بنیان شروع شد. این رسانه اولین رسانه‌ای بود که پس از این که نیوزویک تصمیم گرفت رسوایی جنسی بیل کلینتون را پوشش ندهد، آن واقعه را به عموم فاش کرد.